# Епин
Епин — озеро в Нижнеколымском улусе Якутии. Располагается на восточной окраине территории Чукотского национального Халарчинского наслега, севернее озера Мугурдах.
Площадь водного зеркала 12,8 км². Находится на северо-востоке Колымской низменности, на левом берегу дельты реки Колыма, в болотистой местности, в окружении более мелких озёр. Соединена протокой с соседним, расположенным севернее озером Нувкин.
Название в переводе с чукотского Епын — «место наблюдения».
По данным государственного водного реестра России относится к Анадыро-Колымскому бассейновому округу.
Код водного объекта 19010400111119000001541